# Bronson Pinchot
Bronson Alcott Pinchot, född 20 maj 1959 i New York, är en amerikansk skådespelare. Hans första filmroll var Barry i Föräldrafritt (1983).

## Filmografi
- Föräldrafritt (1983)
- The Flamingo Kid (1984)
- Snuten i Hollywood (1984)
- Hot Resort (1985)
- After Hours (1985)
- Panik på hotellet (1992)
- True Romance (1993)
- Snuten i Hollywood III (1994)
- The Langoliers (1995)
- Före detta fruars klubb (1996)
- It's My Party (1996)
- I sanningens namn (1996)
- 1997 – Babes in Toyland
- The Magic Sword - Quest for Camelot (1998)
- Slappy and the Stinkers (1998)
- Putting It Together (2000)
- The Tale of Despereaux (2008)
- Snuten i Hollywood: Axel F (2024)